# Zwartvoorhoofdtrappist
De zwartvoorhoofdtrappist (Monasa nigrifrons) is een vogel uit de familie Bucconidae (baardkoekoeken).

## Verspreiding en leefgebied
Deze soort komt voor in het zuidelijk en westelijk Amazonebekken en centraal Zuid-Amerika en telt 2 ondersoorten:
- Monasa nigrifrons nigrifrons: het westelijk en noordwestelijk Amazonebekken.
- Monasa nigrifrons canescens: oostelijk Bolivia.